# Плещеев, Алексей Львович
Алексе́й Льво́вич Плеще́ев (20 (30) мая 1681 — 17 (28) ноября 1740, Москва) — сенатор, тайный советник, московский губернатор (1727—1730).

## Биография
В 1711 году капитан Плещеев, в числе 33-х офицеров, предназначенных для охраны Азова и Украйны, был послан в Воронеж и в марте того же года был предоставлен в распоряжение генерал-адмирала графа Ф. М. Апраксина.
9 июня 1715 года императором Петром I было велено Сенату исполнять требования Плещеева в отношении вызова к делам царедворцев, отставных офицеров, дьяков и подьячих. В этом же году он был произведён в капитан-поручики.
В 1718 году капитан Плещеев был назначен в адмиралтейское комиссарство в Москве, однако назначение не состоялось. Вместо него на эту должность был назначен князь Василий Юрьевич Одоевский.
7 апреля 1719 года по представлению сибирского губернатора князя A. M. Черкасского, Плещеев был определён к нему в губернаторские товарищи.
30 января 1723 года состоялась резолюция императора «О бытии Плещееву президентом Камер-Коллегии» — центрального учреждения, ведавшего казёнными сборами.
После смерти императора Петра I, его преемница, Екатерина I в 1725 году произвела Плещеева в генерал-майоры.
14 июля 1726 года по распоряжению Верховного тайного совета, Плещееву было велено присутствовать в Камер-Коллегии на полгода — это обстоятельство было мотивировано тем, что «впредь Плещеев имеет быть определенным к другим знатным делам». 22 сентября того же года состоялся Высочайший указ о подчинении Штатс-конторы (ведение государственных расходов и составление штатов по всем ведомствам) ведению Камер-Коллегии.
28 февраля 1727 года Плещеев, переименованный в действительные статские советники, был назначен в Москву губернатором и в этой должности вторично утверждён в том же году указом Петра II от 8 мая. А 18 сентября 1727 года в ведение Плещеева, в качестве московского губернатора, поступил и Московский монетный двор.
24 февраля 1728 года, в день коронования Петра II, Плещеев был произведён в тайные советники, а 18 мая — был назначен в Сенат, причём должность губернатора была оставлена за ним.
28 сентября 1730 года был назначен снова сибирским губернатором и в этой должности оставался в течение пяти лет — до 1735 года, когда Сибирская губерния, по своей обширности, была разделена на две: Иркутскую и Тобольскую, Плещеев был оставлен тобольским губернатором. Вследствие доноса, сделанного бывшим вице-губернатором Иркутской провинции, обвинявшимся в «противозаконных поступках», 14 апреля 1735 года состоялась резолюция о производстве следствия «над действиями» и Плещеева, вслед за этим, 30 января 1736 года, он был уволен с должности «за слабостью здоровья», с отпуском в Москву.
6 мая 1738 года Плещеев был назначен главным судьей Судного Приказа вместо отстранённого от этой должности действительного статского советника князя Алексея Голицына.
Два года спустя, 2 марта 1740 года, Плещеев, вследствие перемен, происшедших в административном персонале, был назначен президентом Сибирского Приказа.
Умер Плещеев, оставаясь в должности президента Сибирского Приказа, 17 ноября 1741 года в Москве, где и погребён в Богоявленском монастыре.

## Семья
Отец: Лев Богданович Плещеев (ум. 1695), стольник
Мать: Анна
Жена: княжна Анна Васильевна Долгорукова (30.11.1688—17.09.1756, Москва), дочь стольника князя Василия Федоровича Долгорукова (ум. 1713) и Дарьи Павловны Леонтьевой (ум. 18.06.1709)
Дети:
- Александр Алексеевич (1726—1777), секунд-майор, переводчик, дед драматурга А. А. Плещеева.
- Мавра Алексеевна (1727—после 1802), была замужем (с 1742) за князем Александром Петровичем Голицыным (1719—1753), младшим сыном сенатора князя П. А. Голицына; имела одного сына Алексея (5.02.1752—18.04.1756), скончавшегося в малолетстве.
- Анна Алексеевна, девица (в 1776). Скончалась в 40 лет. Была похоронена на территории Донского монастыря, о чем свидетельствует Билет-разрешение на захоронение. Хранится в фонде 421 по Донскому монастырю в Главархиве.